# Гаврилин, Евгений Васильевич
Евгений Васильевич Гаврилин (род. 20 февраля 1937, Московская область) — генерал-майор, конструктор и испытатель радиотехнических средств систем ПРО, лауреат Государственной премии СССР, доктор технических наук.

## Биография
Родился 20 февраля 1937 года в пос. Черкизово Московской области, сын рабочего и медсестры.
Окончил Черкизовскую среднюю школу (1954) и Артиллерийскую радиотехническую академию ПВО им. Маршала Советского Союза Л. А. Говорова (Харьков, 1959).
Военная служба:
- 1959—1961 27-й радиотехнический полк 14-го корпуса ПВО, начальник мастерских по ремонту вооружения
- 1961—1965 10-й Государственный научно-исследовательский испытательный полигон Минобороны (Сары-Шаган): инженер-испытатель, старший инженер-испытатель, начальник РЛС РТН-1, главный инженер — заместитель командира части.
- 1965—1969 45-й Специальный научно-исследовательский институт Министерства обороны (45 СНИИ МО), занимался вопросами испытаний и ввода в эксплуатацию радиолокационных станций (РКИ) подмосковной системы ПРО «А-35».
- 1969—1992 4-е ГУ МО (ГУВ ПВО): старший инженер, старший офицер, заместитель начальника отдела, заместитель начальника и начальник 1-го Управления.

В 1992 году в звании генерал-майора уволен из рядов Вооруженных Сил в связи с достижением предельного возраста.
Гражданская служба:
- 1992 научный сотрудник Центра программных исследований РАН
- 1992—1996 научный сотрудник Центра конверсии аэрокосмического комплекса,
- 1996—1997 заместитель начальника отдела в аппарате Совета Безопасности РФ.
- 1997—2008 советник статс-секретаря — первого заместителя Министра обороны Российской Федерации
- с 2008 г. советник генерального директора ОАО Радиотехнический институт им. академика А. Л. Минца

Испытатель радиотехнических средств систем ПРО:
- Система «А», ракета В-1000 — GAFFER
- Система ПРО А-35, комплекс «Алдан», ракета А-350Ж / 5В61 / УР-96 — ABM-1 GALOSH

Автор книг: Преодоление сложности — парадигма РКО, Радость жизни… и Эпоха классической ракетно-космической обороны.

## Награды и звания
Доктор технических наук (2005), профессор (2010), член-корреспондент Российской академии ракетных и артиллерийских наук (РАРАН) (2005).
Лауреат Государственной премии СССР — за участие в создании уникальных и сложных автоматизированных систем ПРО. Лауреат премии Правительства РФ (2006). Награждён орденом Красной Звезды (1976), орденом Почёта и медалями.